# Begraafplaats van Doullens

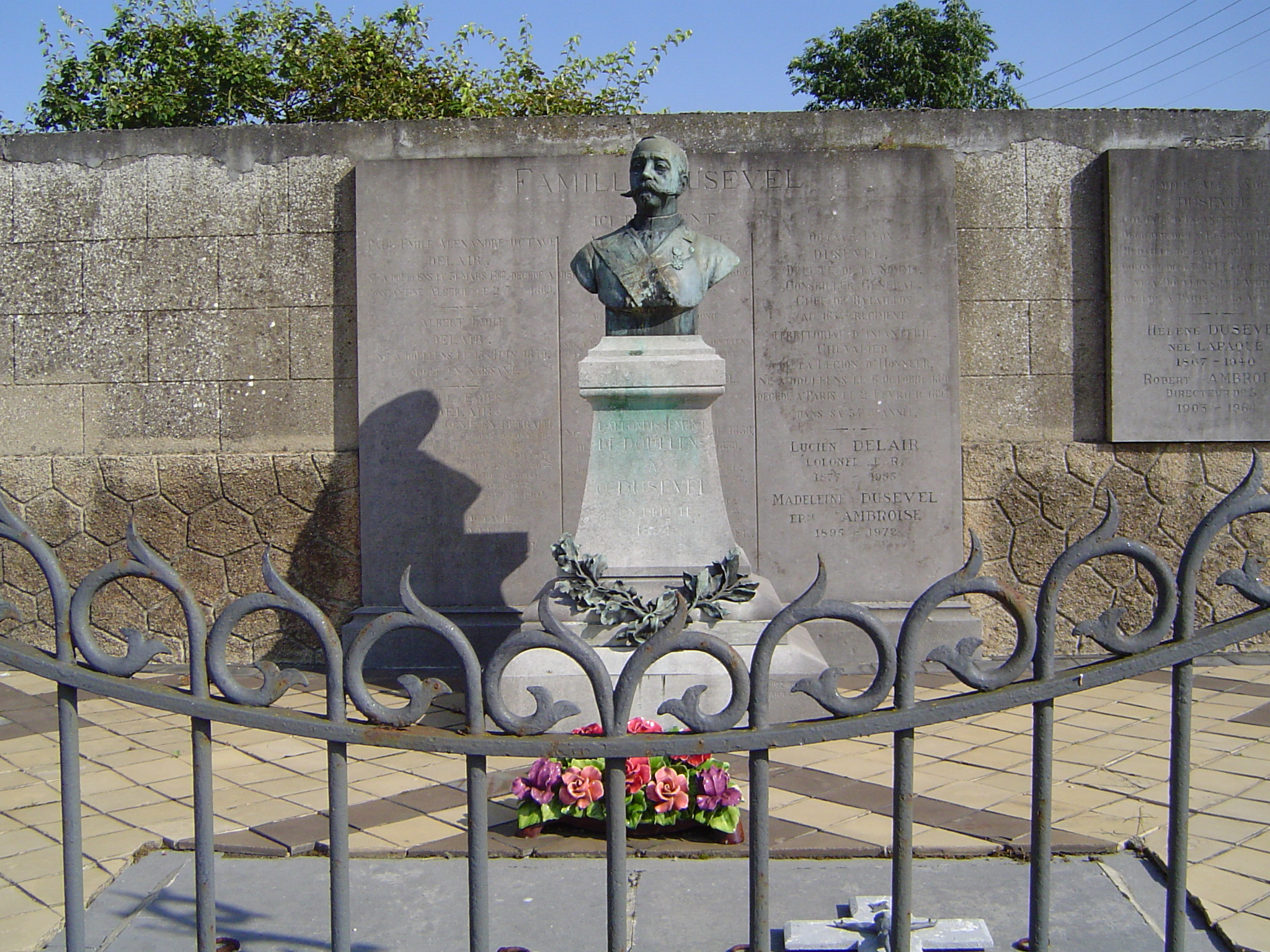

Het begraafplaats van Doullens is een begraafplaats gelegen aan Rue du Cimetière in het oosten van de Franse plaats Doullens in het departement Somme in de regio Hauts-de-France.

## Militaire graven
De begraafplaats telt 6 geïdentificeerde Gemenebest graven uit de Tweede Wereldoorlog. Deze militaire graven worden onderhouden door de Commonwealth War Graves Commission, die de gemeentelijke begraafplaats heeft ingeschreven als Doullens Communal Cemetery.

## Eerste extensie
Doullens Communal Cemetery Extension No.1 is een van de twee extensies die geheel worden onderhouden door de Commonwealth War Graves Commission. Deze extensie telt 1365 geïdentificeerde graven waarvan 1322 Gemenebest graven uit de Eerste Wereldoorlog, 19 overige graven uit de Eerste Wereldoorlog en 24 Gemenebest-graven uit de Tweede Wereldoorlog.

## Tweede extensie
Doullens Communal Cemetery Extension No.2 is een van de twee extensies die geheel worden onderhouden door de Commonwealth War Graves Commission. Deze extensie telt 459 geïdentificeerde graven waarvan 375 Gemenebest graven uit de Eerste Wereldoorlog en 84 overige graven uit de Eerste Wereldoorlog.